# Willem VIII van Monferrato

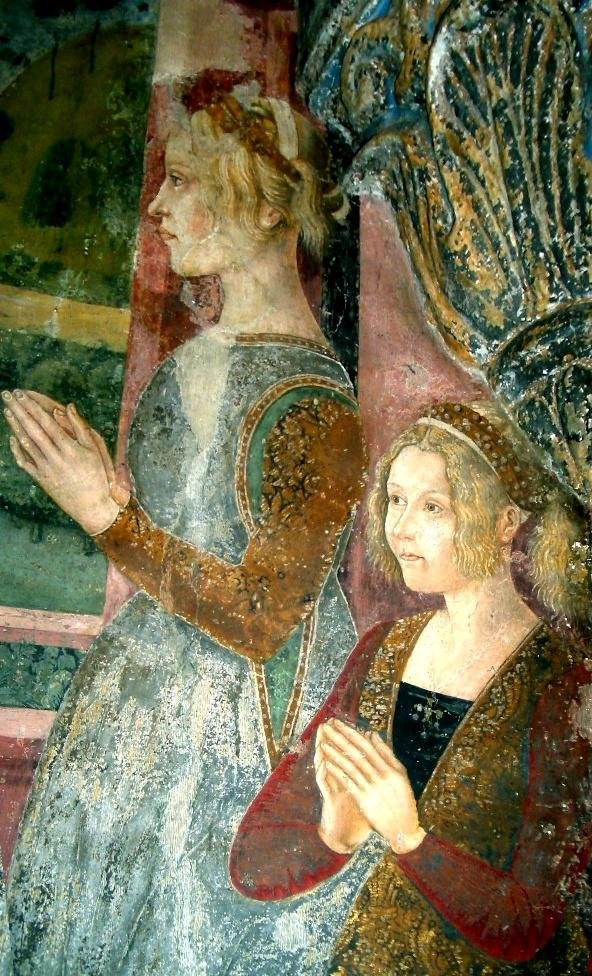
Twee van Willems dochters op een fresco in de Cappella di Santa Margherita

Willem VIII Paleologo (Casale, 19 juli 1420 – Casale, 27 februari 1483) was markgraaf van Monferrato van 1464 tot zijn dood. Hij was een zoon van markgraaf Johan Jacob en Margaretha van Savoye (1390-1460).
Nadat zijn broer Johan IV in 1464 zonder mannelijke nakomelingen was overleden, volgde hij hem op als markgraaf van Monferrato.
Willem was driemaal gehuwd:
- Voor de eerste maal huwde hij op 19 januari 1465 met Marie de Foix (ca 1452 – 1467), dochter van Gaston IV de Grailly, graaf van Foix; uit dit huwelijk kwam een kind voort:
  - Johanna (1466 – 1490); ∞ markgraaf Ludovico II van Saluzzo († 1504
- De tweede keer huwde hij met Elisabetta Sforza (1451 – 1473), dochter van Francesco Sforza, hertog van Milaan; met haar had hij een dochter:
  - Bianca (Casale 1472 – Turijn 30 maart 1519); ∞ (1 april 1485) Karel I van Savoye (1468 – 1490), hertog van Savoye
- Daarna huwde hij nog eens, met Bernardina, dochter van Jan II van Brosse, die hem overleefde.

Daarnaast had hij verschillende onwettige kinderen, waaronder:
- Lucrezia (1465 – na 1481); ∞ I Gianbartolomeo del Carretto; ∞ II Rinaldo d'Este (1435 – 1508)